# Lega Nazionale A 1973-1974
L'edizione 1973-1974 della Lega Nazionale A vide la vittoria finale dello Zurigo. Capocannoniere del torneo fu Daniel Jeandupeux (Zurigo), con 17 reti.

## Stagione

### Novità
Dalla Lega Nazionale A 1972-1973 sono stati retrocessi in Lega Nazionale B il Friburgo e il Grenchen, mentre dalla Lega Nazionale B 1972-1973 sono stati promossi il Neuchâtel Xamax e lo Chênois.

## Squadre partecipanti
| Club              | Città                                 | Stadio                       | Stagione 1972-1973                                  |
| ----------------- | ------------------------------------- | ---------------------------- | --------------------------------------------------- |
| Basilea           | Basilea                               | St. Jakob Stadium            | 1º posto in Lega Nazionale A (Campione di Svizzera) |
| Chênois           | Thônex, Chêne-Bourg e Chêne-Bougeries | Stade des Trois-Chêne        | 2º posto in Lega Nazionale B (Neopromosso)          |
| Chiasso           | Chiasso                               | Stadio comunale Riva IV      | 11º posto in Lega Nazionale A                       |
| Grasshoppers      | Zurigo                                | Hardturm Stadion             | 2º posto in Lega Nazionale A                        |
| La Chaux-de-Fonds | La Chaux-de-Fonds                     | Stade de la Charrière        | 10º posto in Lega Nazionale A                       |
| Losanna           | Losanna                               | Stade de la Pontaise         | 6º posto in Lega Nazionale A                        |
| Lugano            | Lugano                                | Stadio comunale di Cornaredo | 8º posto in Lega Nazionale A                        |
| Neuchâtel Xamax   | Neuchâtel                             | Stade de La Maladière        | 1º posto in Lega Nazionale B (Neopromosso)          |
| San Gallo         | San Gallo                             | Stadion Espenmoos            | 12º posto in Lega Nazionale A                       |
| Servette          | Ginevra                               | Stade Charmilles             | 4º posto in Lega Nazionale A                        |
| Sion              | Sion                                  | Parc des Sports              | 3º posto in Lega Nazionale A                        |
| Winterthur        | Winterthur                            | Stadion Schützenwiese        | 5º posto in Lega Nazionale A                        |
| Young Boys        | Berna                                 | Wankdorfstadion              | 9º posto in Lega Nazionale A                        |
| Zurigo            | Zurigo                                | Stadio Letzigrund            | 7º posto in Lega Nazionale A                        |

## Classifica finale
|  | Pos. | Squadra           | Pt | G  | V  | N  | P  | GF | GS | DR  |
|  | ---- | ----------------- | -- | -- | -- | -- | -- | -- | -- | --- |
|  | 1.   | Zurigo            | 45 | 26 | 20 | 5  | 1  | 67 | 20 | +47 |
|  | 2.   | Grasshoppers      | 33 | 26 | 12 | 9  | 5  | 41 | 27 | +14 |
|  | 3.   | Servette          | 32 | 26 | 12 | 8  | 6  | 49 | 35 | +14 |
|  | 4.   | Winterthur        | 32 | 26 | 13 | 6  | 7  | 42 | 29 | +13 |
|  | 5.   | Basilea           | 29 | 26 | 13 | 3  | 10 | 57 | 39 | +18 |
|  | 6.   | Young Boys        | 28 | 26 | 10 | 8  | 8  | 52 | 38 | +14 |
|  | 7.   | Neuchâtel Xamax   | 26 | 26 | 10 | 6  | 10 | 38 | 38 | 0   |
|  | 8.   | Losanna           | 26 | 26 | 9  | 8  | 9  | 45 | 48 | -3  |
|  | 9.   | San Gallo         | 25 | 26 | 10 | 5  | 11 | 38 | 48 | -10 |
|  | 10.  | Sion              | 22 | 26 | 5  | 12 | 9  | 24 | 31 | -7  |
|  | 11.  | Chênois           | 22 | 26 | 7  | 8  | 11 | 30 | 48 | -18 |
|  | 12.  | Lugano            | 17 | 26 | 4  | 9  | 13 | 20 | 44 | -24 |
|  | 13.  | La Chaux-de-Fonds | 16 | 26 | 3  | 10 | 13 | 28 | 51 | -23 |
|  | 14.  | Chiasso           | 11 | 26 | 2  | 7  | 17 | 18 | 53 | -35 |

Legenda:

      Campione di Svizzera e qualificata in Coppa dei Campioni 1974-1975
      Vincitore della Coppa Svizzera 1973-1974 e qualificato in Coppa delle Coppe 1974-1975
      Qualificate in Coppa UEFA 1974-1975
      Retrocesse in Lega Nazionale B 1974-1975.
Note:

Due punti a vittoria, uno a pareggio, zero a sconfitta.

## Statistiche

### Classifica marcatori
| Gol |  |  | Giocatore         | Squadra         |
| --- |  |  | ----------------- | --------------- |
| 22  |  |  | Daniel Jeandupeux | Zurigo          |
| 21  |  |  | Walter Müller     | Servette        |
| 19  |  |  | Ottmar Hitzfeld   | Basilea         |
| 17  |  |  | Peter Risi        | Winterthur      |
| 16  |  |  | Ilija Katić       | Zurigo          |
| 16  |  |  | Miodrag Petrović  | Servette        |
| 15  |  |  | Jean-Michel Elsig | Neuchâtel Xamax |
| 12  |  |  | Rolf Blättler     | San Gallo       |

## Verdetti finali
- Zurigo Campione di Svizzera 1973-1974 e qualificato alla Coppa dei Campioni 1974-1975.
- Sion vincitore della Coppa Svizzera 1973-1974 qualificato alla Coppa delle Coppe 1974-1975.
- Grasshoppers e Servette qualificati alla Coppa UEFA 1974-1975.
- La Chaux-de-Fonds e Chiasso retrocesse in Lega nazionale B.